# Ganadería de precisión
La ganadería de precisión es un proceso de obtención y recolección de datos, automatización de información y procedimientos, en base a la robotización y miniaturización de tecnología con el fin de generar mayor eficiencia, ahorro de tiempo en los procesos, manejo sostenible de recursos, mejoras en la competitividad, reducción de costos y potenciación del agregado de valor y calidad de los productos a obtener y en todas las etapas del ciclo productivo en ganadería.
Se utiliza la expresión "ganadería de precisión" en un sentido amplio, que incluye un conjunto de tecnologías aplicadas al sistema ganadero que, mediante la obtención, procesamiento y transmisión en tiempo real de datos permiten monitorear y controlar el desempeño individual y bienestar de los animales, a fin de asegurar una gestión eficiente y sustentable de los recursos disponibles.
A nivel internacional es un proceso que lleva largos años en desarrollo y que ha sido asociada con denominaciones como Precision Livestock Farming, Ganadería inteligente o Ganadería 4.0

## Beneficios de la Ganadería de Precisión
● Optimiza los procesos productivos ya que permite disponer de datos sistematizados para tomar decisiones en base a una mayor cantidad de información precisa que integran los procesos desde la detección de preñez hasta la góndola.
● Mejora las condiciones de trabajo de los operativos y los productores. Por lo tanto, se logra mayor eficiencia productiva y más calidad laboral no solo al facilitar tareas que exigen altos esfuerzos o mucha demanda de tiempo de dedicación, sino también en la asistencia de tareas rutinarias..
● Mejora el bienestar animal con monitoreos más precisos. Un mayor control sobre el comportamiento y el estado de salud de los animales, posibilitando adelantarse a episodios de enfermedad. Además, permite pasar de una visión grupal de manejo a un manejo individual y que tendrá desde el punto de vista de la eficiencia una gran repercusión productiva y económica.
● Hace más eficiente el uso de los recursos de alimentación y agua disminuyendo el impacto productivo sobre el ambiente ya que aporta a sistemas más sustentables.

## Tecnologías y herramientas disponibles
- Comederos inteligentes: permiten medir el consumo individual de cada animal y estimar eficiencia de conversión, analizar comportamiento principalmente.[2]
- Balanzas de pesada al paso: permiten registrar el peso de bovinos u ovinos de manera automática, estimar la fecha de parto o la producción individual, por ejemplo de lana. Las balanzas pueden ser colocadas en lugares estratégicos, como zona de ingreso a la aguada o en el lugar donde se suplemente a los animales y así obtener el peso de cada animal de forma automática. Su utilización posibilita ahorra el tiempo, que se destina a arrear a los animales. Esa información se envía automáticamente a una central que se puede acceder desde el celular o desde web.
- Collares inteligentes: se usa para el seguimiento de animales en tiempo real, mientras releva información clave para la toma de decisiones en los sistemas productivos que maneja cada productor.[3][4][5]
- Alambrados inteligentes: Este concepto hace referencia a la posibilidad de controlar y modificar el comportamiento animal sin la necesidad de contar con elementos físicos que limiten el desplazamiento del ganado. El funcionamiento de estos sistemas se basa en la capacidad de modificar el comportamiento de los animales mediante estímulos.[6]
- Sensores para monitoreos remotos: mediante la instalación de sensores se puede  monitorear y manipular el funcionamiento de aguadas de manera remota o estimar la producción de forraje.[7][8]